# Iridopelma seladonium
Iridopelma seladonium é uma espécie de aranha pertencente à família Theraphosidae (tarântulas).